# Pardubice VI
Pardubice VI jsou jedním z osmi městských obvodů města Pardubice. Na území obvodu leží například pardubické letiště a dostihové závodiště.

## Části obvodu
- Lány na Důlku
- Opočínek
- Popkovice
- Staré Čívice
- Svítkov
- Zelené Předměstí (část)

## Obyvatelstvo
| 1869  | 1880  | 1890  | 1900  | 1910  | 1921  | 1930  | 1950  | 1961  | 1970  | 1980  | 1991  | 2001  | 2011  | 2021  |
| ----- | ----- | ----- | ----- | ----- | ----- | ----- | ----- | ----- | ----- | ----- | ----- | ----- | ----- | ----- |
| 1 807 | 2 119 | 2 166 | 2 491 | 4 035 | 4 159 | 4 340 | 4 460 | 5 449 | 5 210 | 4 919 | 4 372 | 4 470 | 5 774 | 6 383 |